# Annie Girardot
Annie Suzanne Girardot (ur. 25 października 1931 w Paryżu, zm. 28 lutego 2011 w Paryżu) – francuska aktorka filmowa i teatralna.

## Kariera
Karierę aktorską rozpoczynała w teatrze - w 1953, po ukończeniu Conservatoire national supérieur d’art dramatique, została aktorką paryskiego Comédie-Française. Przez dwa lata grała w nim repertuar klasyczny i współczesny. Potem poświęciła się karierze filmowej.
Jej pierwszy sukces na dużym ekranie to rola w filmie Rocco i jego bracia (1960) Luchino Viscontiego. Umiejętność odnajdywania się zarówno w rolach komediowych, jak i dramatycznych przez całe lata zapewniała jej miano jednej z najwybitniejszych aktorek francuskiego kina.

## Życie prywatne
Jej mężem był włoski aktor Renato Salvatori.

## Filmografia
- 1957: Pułapka (Maigret tend un piège)
- 1960: Rocco i jego bracia (Rocco e i suoi fratelli)
- 1963: Poza prawem małżeństwa (I fuorilegge del matrimonio)
- 1967: Żyć, aby żyć (Vivre pour vivre)
- 1967: Czarownice (Le streghe)
- 1969: Mężczyzna, który mi się podoba (Un homme qui me plaît)
- 1971: Umrzeć z miłości (Mourir d'aimer)
- 1972: Nie ma dymu bez ognia (Il n'y a pas de fumée sans feu)
- 1975: Podejrzany (Il sospetto)
- 1977: Komisarz w spódnicy (Tendre poulet)
- 1977: Każdy ma swoje piekło (À chacun son enfer)
- 1978: Podrywacz (Le cavaleur)
- 1978: Panowie, dbajcie o żony (La zizanie)
- 1980: Czarna szata mordercy (Une robe noire pour un tueur)
- 1995: Nędznicy (Les misérables)
- 2000: T'aime
- 2001: Pianistka (La pianiste)
- 2002: Epsteins Nacht
- 2005: Ukryte (Caché)
- 2006: Rok życia (Le temps des porte-plumes)